# Дъч Шулц
Дъч Шулц (на английски: Dutch Schultz, в превод „Холандецът Шулц“), роден Артър Саймън Флегенхаймер (на немски: Arthur Simon Flegenheimer) е германски-еврейски-американски мафиот, убиец и гангстер в района на Ню Йорк през 1920-те и 1930-те години по време на Сухия режим.
Става притежател на голямо богатство благодарение на организирани престъпни дейности, включително контрабанда и рекет.
Отслабен от два съдебни процеса за укриване на данъци, водени от прокурора Томас Дюи, рекетите на Шулц също са заплашени от друг мафиот, Лъки Лучано. В опит да избегне присъдата си, Шулц иска от Комисията разрешение за убийството на Дюи, което те отказват. Шулц не ги послушва и прави опит да убие Дюи, след което Комисията поръчва неговото убийство през 1935 г. Когато умира, богатството му, оценено на 7 милиона долара, остава заключено в сейф и след това е заровено, но въпреки многобройните опити никога не е намерено.